# Oddworld: New ’n’ Tasty!
Oddworld: New ’n’ Tasty!, manchmal auch Oddworld: Abe’s Oddysee –  New ’n’ Tasty!, ist ein Action-Adventure und Remake von Oddworld: Abe’s Oddysee. Es wurde vom britischen Entwicklungsstudio Just Add Water für Rechteinhaber Oddworld Inhabitants entwickelt und erschien 2014 für PlayStation 4. Später wurde es portiert für PlayStation 3, PlayStation Vita, Linux, Windows, Mac OS, Xbox One, Wii U, Android, iOS, Switch.

## Beschreibung
New ’n’ Tasty! ist ein von Grund auf neu entwickeltes Remake von Abe’s Oddysee, das sich sehr genau an seine Vorlage hält. Durch die Übertragung auf die Unity-Engine konnte die Spielwelt im Vergleich zu den einzelnen, statischen 2D-Hintergründen des Originals als durchgängig animierte 3D-Welt nachgebaut werden. Perspektive und Kamerawinkel wurden jedoch im selben Maße beibehalten. Ebenfalls unverändert blieb die Rahmenhandlung. Der Putzmann Abe vom Volk der Mudokons bekommt bei seinem nächtlichen Arbeitseinsatz in der Fleischfabrik Rupture Farms mit, dass zukünftig auch Abes Volk als Fleischgrundlage für das grenzenlose Profitstreben seiner Arbeitgeber vom Volk der Glukkons herhalten sollen. Abe wird dabei entdeckt und flieht in Panik. Aufgabe des Spielers ist es zunächst, der Fabrik zu entkommen. Im Hinterland durchläuft Abe eine spirituelle Prüfung, um anschließend seine verbliebenen Artgenossen aus der Fabrik zu befreien. Neu hinzugekommen ist unter anderem ein freies Speichersystem mit Quicksave-/Quickload-Funktion.
Die Entwicklung von New ’n’ Tasty! vergab Serienschöpfer Lorne Lanning an das britische Entwicklerstudio Just Add Water, das auch die HD-Neuauflagen Munch’s Oddysee und Strangers Vergeltung erstellt hatte. Das Entwicklungsbudget des Spiels lag bei fünf Millionen US-Dollar. Oddworld Inhabitants war zusammen mit Mike Bithell der erste externe Partner des neugegründeten Distributors Limited Run Games, der die Spiele unabhängiger Entwickler in Kleinstauflagen auf Datenträger veröffentlichte. Er brachte Oddworld: New ’n’ Tasty! in einer Auflage von jeweils 2.500 Exemplaren für PlayStation 4 und PlayStation Vita auf den Markt.

## Rezeption
Das Spiel erhielt mehrheitlich positive Kritiken.

„Gelungene Neuauflage eines Plattform-Klassikers, der gekonnt alte Elemente mit einer frischen Kulisse vermischt, aber sich vor allem hinsichtlich der hakeligen Kontrolle nicht stark genug vom Original löst.“

„The reason both New ’n’ Tasty and the original game are so enthralling is because they actually have something to say. They’re about empowerment, selflessness, and how those with more will eagerly take advantage of the underprivileged if there’s money to be made. All of this is told without succumbing to self-righteousness, using abstraction and humor to make sense of the ideas.“

„Der Grund, warum sowohl New ’n’ Tasty als auch das Originalspiel so fesselnd sind, ist, dass sie tatsächlich etwas zu sagen haben. Es geht um Selbstbestimmung, Selbstlosigkeit und darum, wie diejenigen, die mehr haben, gerne die Unterprivilegierten ausnutzen, wenn es Geld zu verdienen gibt. All das wird erzählt ohne in Selbstgerechtigkeit zu verfallen, sondern mit Abstraktion und Humor.“

2016 kündigte Oddworld Inhabitants die Fortsetzung Oddworld: Soulstorm an, das ähnlich wie seinerzeit Oddworld: Abe’s Exoddus zu Abe’s Oddysee direkt an das Ende von New ’n’ Tasty! anschließt. Allerdings handelt es sich nicht um eine werkgetreue Neuauflage, sondern um eine Neuinterpretation der Motive von Exoddus.